# لباس غواصی
لباس غواصی لباس یا وسیله ای است که برای محافظت از غواص از محیط زیر آب طراحی شده است. یک لباس غواصی ممکن است دارای گاز تنفسی باشد . اما در بیشتر موارد فقط به پوشش محافظ محیطی که غواص استفاده می کند لباس غواصی می گویند منبع گاز تنفسی معمولاً جداگانه نام برده میشود.

## نگارخانه

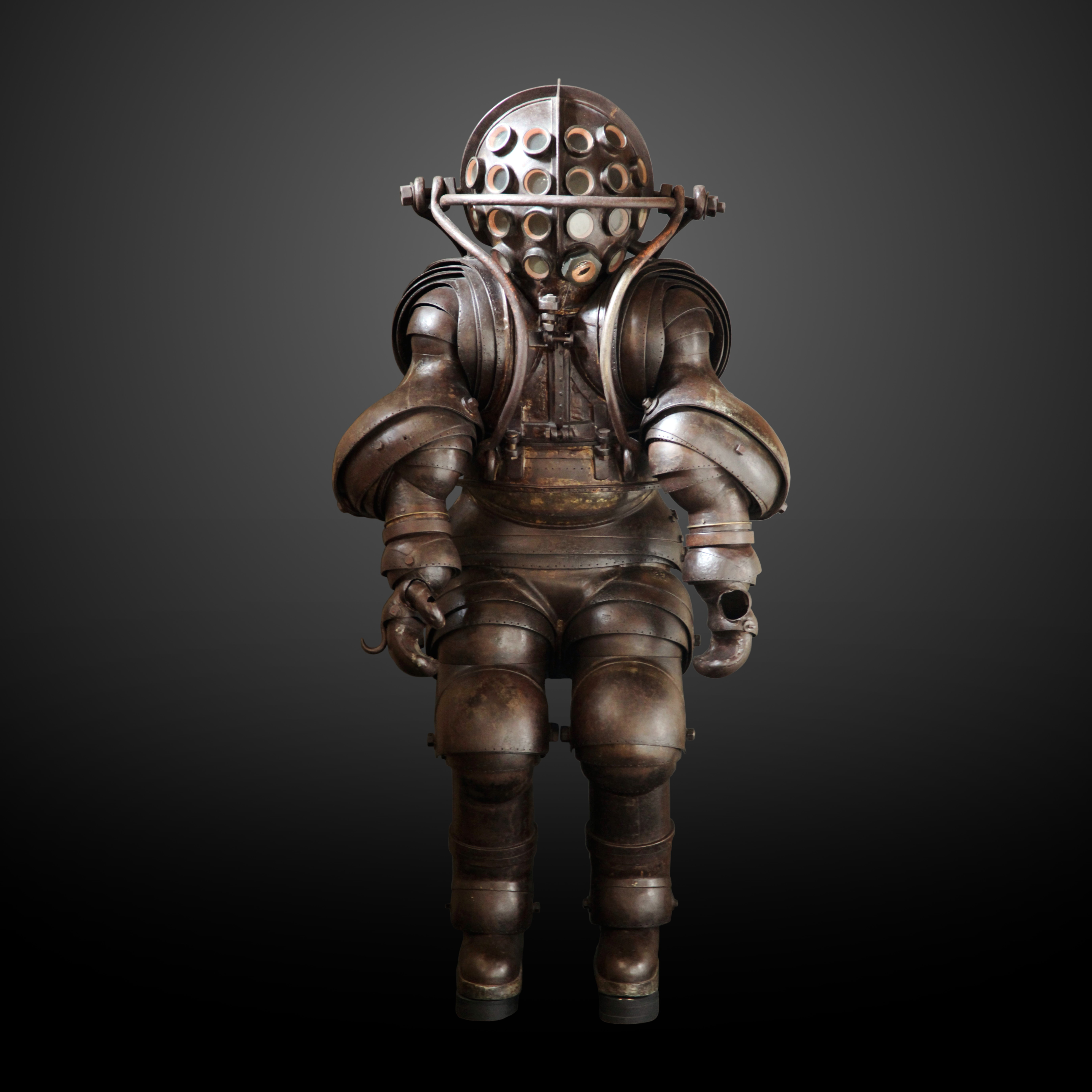
نگاره‌ای از اولین طراحی لباس غواصی اتمسفری (en)، برای غواصی در آب‌های عمیق، ساخته‌شده توسط برادران کارمانول از مارسی، فرانسه به‌سال ۱۸۸۲ میلادی.
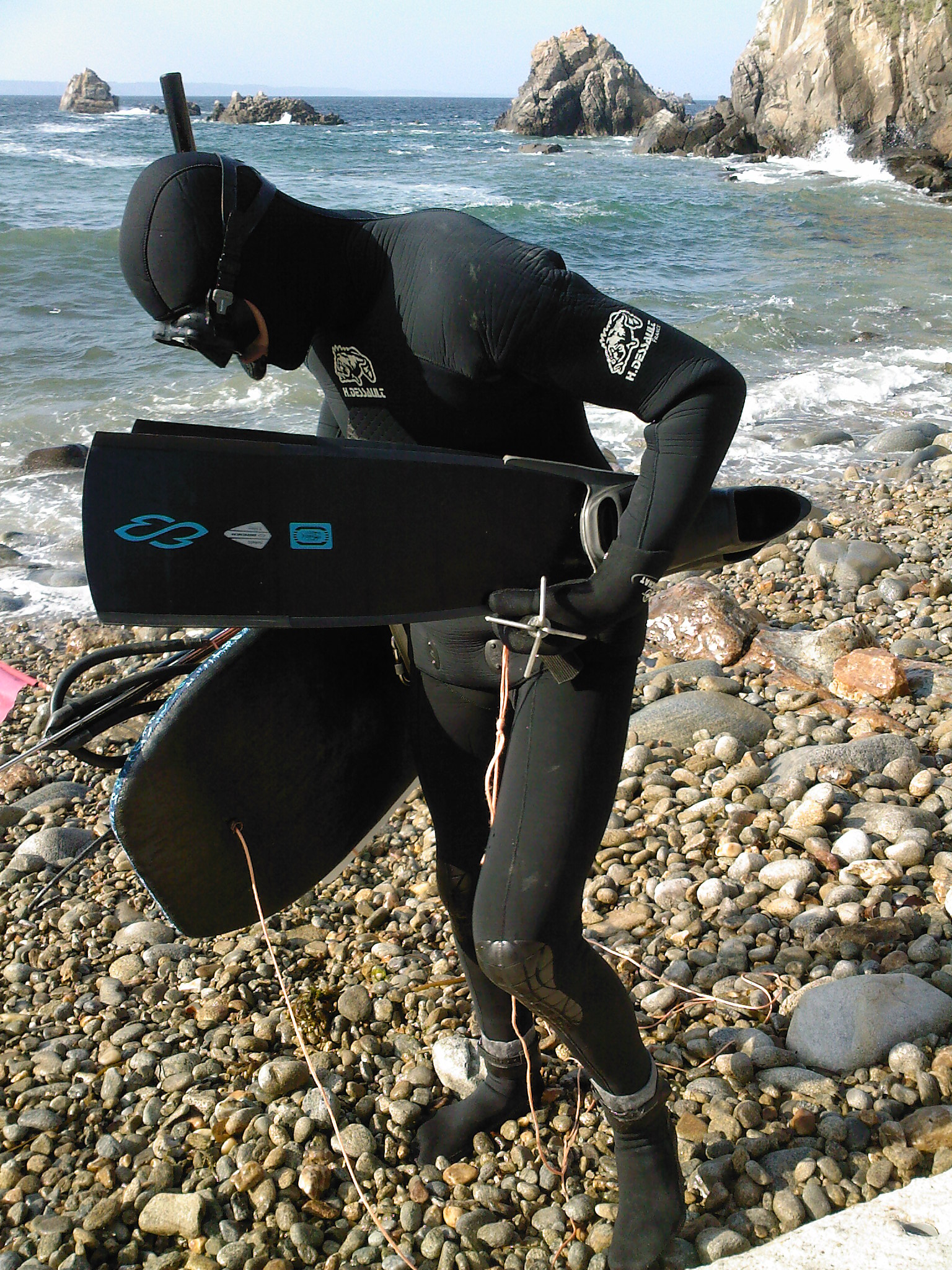
این نمونهٔ اولیه از لباس غواصی دارای ۲۲ مفصل بود و از جنس فولاد، شیشه، سرب و چرم ساخته‌شده بود.